# Alessia Mosca
Pour les articles homonymes, voir Mosca.
Alessia Mosca, née le 23 mai 1975  à Monza en Lombardie, est une femme politique italienne, membre du Parti démocrate, tête de liste dans l'Italie du Nord-Ouest pour les élections européennes de 2014.

## Biographie
Elle est élue député européen d'Italie de la 8e législature le 25 mai 2014.